# Приморська армія ППО
Примо́рська а́рмія ППО — авіаційне об'єднання сил ППО, повітряна армія ППО РСЧА в Збройних силах СРСР за часів Другої світової війни.
Армія ППО сформована до кінця квітня 1945 року на підставі постанови ДКО від 14 березня 1945 на базі Далекосхідної зони ППО, а також з'єднань і частин ППО, передислокованих з європейської частини СРСР.
Основне бойове завдання армії — прикриття від ударів з повітря об'єктів, комунікацій тилу, районів зосередження і угрупування військ 1-го Далекосхідного фронту.

## Склад
Армія входила до складу військ 1-го Далекосхідного фронту. У серпні 1945 року у складі армії знаходилися:
- корпус ППО
- дві дивізії ППО
- 147-ма винищувальна авіаційна дивізія
- армійський полк зв'язку

Бойовий склад армії включав:
- зенітну артилерійську дивізію
- зенітну артилерійську бригаду
- 4 винищувальних авіаційних полки
- 4 зенітних артилерійських полки
- прожекторний полк
- 7 окремих зенітних артилерійських дивізіонів
- два батальйони ВНОС
- 13 зенітних бронепотягів

## Командування
Командувачі:
- генерал-лейтенант артилерії А. В. Герасимов (квітень 1945 — до кінця радянсько-японської війни);

Член військової ради:
- генерал-майор М. І. Мамонов (квітень 1945 — до кінця радянсько-японської війни);

Начальник штабу:
- генерал-майор артилерії Г. Х. Чайлахян (квітень 1945 — до кінця радянсько-японської війни).